# Sébastien Bruère
Sébastien Bruère, né le 11 septembre 1982, est un joueur de rugby à XV français qui évolue au poste de talonneur au sein de l'effectif du FC Auch (1,87 m pour 104 kg).

## Carrière
- Stade saint-gaudinois
- Cercle amical lannemezanais
- Tarbes Pyrénées
- Depuis 2005 : FC Auch

## Palmarès
- Champion de France Espoirs 2007 avec le FC Auch.